# Травуа
Травуа (канадски френски: travois) е рамка за превозване на товари, използвана от американските индианци. Основната конструкция представлява платформа или мрежа, опъната между два дълги пръта, които са привързани във формата на удължен равнобедрен триъгълник. Травуата се влачи с острия връх напред, като другите два края на прътите се плъзгат по земята. Понякога конструкцията е стабилизирана с помощта на трети прът, привързан напреки на двата главни.
Травуата се е влачела или на ръка, понякога с помощта на презраменен хамут за по-голяма ефективност, или от кучета или коне (след появата на мустангите през XVI век благодарение на испанците). Травуа може да се натовари или чрез скупчване и завързване на товара върху голата рамка, или чрез опъване на тъкан или кожа върху рамаката, която да поддържа влаченият товар.
Въпреки че травуата се смята за по-примитивна от колесните форми на транспорт, колелата биха срещнали трудности върху видовете терен, върху които е използвана (горски, мека почва, сняг и т.н.|, правйки ги по-малко ефикасния избор.
Скаутите и подобни групи все още биват обучавани как да правят травуа и тя се предлага като начин за превозване на болен или ранен спътник, когато възможността за изоставяне на пациента е немислима. Човек може да носи по-тежък товар с травуа, отколкото на гръб.

## Галерия
- Груба, подобна на травуа шейна, използвана в съвременна Африка